# Гули (Секретные материалы)
«Гули» (англ. Ghouli) — пятый эпизод одиннадцатого сезона американского научно-фантастического телесериала «Секретные материалы». Премьера состоялась 31 января 2018 года. Режиссёром и сценаристом серии выступил Джеймс Вонг. «Гули» относится к общей мифологии сериала и является вторым из трёх  эпизодов мифологии в 11-м сезоне.

## Сюжет
Две девочки-подростка Сара Тёрнер и Брианна Стэплтон ночью приходят на ржавый и заброшенный паром под названием «Химера». Они по отдельности осматривают пришвартованное судно на разных палубах. Девочки обвиняют друг друга в том, что одна из них является «Гули». Брианна проваливается через гнилое деревянное перекрытие и приземляется рядом с Сарой. Девочки видят друг в друге огромного монстра — Гули. Они наносят друг другу серьёзные ножевые ранения.
Дана Скалли (Джиллиан Андерсон) открывает глаза и понимает, что в оцепенении лежит в чужой спальне. Она спиной чувствует присутствие в комнате незнакомца, хватается за пистолет и начинает преследование. Скалли идёт по таинственному дому бесконечными кругами и всё время оказывается в одной и той же спальне. Всё это оказывается сном. Фокс Малдер (Дэвид Духовны) считает, что в данном случае имеет место сонный паралич. Внезапно Скалли замечает на столе Малдера  фотографию парома «Химера» и говорит, что хочет туда пойти. Она вспоминает, что видела во сне снежный шар с моделью этого корабля внутри.
Малдер и Скалли отправляются на пристань, где встречаются с детективом Коста. На месте преступления Скалли замечает кровавый отпечаток руки, оставленный одной из девушек на стекле капитанского мостика, и спрашивает, кто сообщил о драке. Коста рассказывает, что в службу 911 поступил анонимный звонок от мужчины, который явно был в панике. Скалли обращает внимание на человека, который пристально наблюдает за ними с трапа. Коста сообщает, что когда санитар оказывал помощь раненым девочкам, они спрашивали, не появлялся ли Гули. Когда Скалли поворачивается, чтобы повторно посмотреть на таинственного парня, то он уже бесследно исчез.
Малдер и Скалли сидят в кафе и находят в Интернет сайт Ghouli.net. После того, как девочки приходят в сознание, агенты наносят им визит. Школьницы рассказывают об увиденном монстре и о своих снах, в которых они, как и Скалли, видели дом-лабиринт и снежный шар с кораблём внутри. Выясняется, что у девушек один и тот же парень — Джексон ван де Камп. Такую же фамилию носят усыновители пропавшего сына Скалли Уильяма. Агенты прибывают в дом ван де Кампа. Внутри здания раздаются два выстрела, и Скалли с Малдером  вламываются в дом.  Скалли понимает, что это — тот самый особняк из её сна. На полу лежат тела мужчины и женщины. Сверху звучит третий выстрел. Скалли поднимается и находит окровавленный труп Джексона ван де Кампа. К расследованию преступления приступает детектив Коста, который считает, что Джексон убил родителей, а потом застрелился сам. Скалли и Малдер осматривают спальню Джексона и находят книгу Питера Вонга «Мастер пикапа. Мемуары волка в овечьей шкуре».
Скалли замечает на полке снежный шар с ветряной мельницей и надписью «Мы больше не в Канзасе» — цитатой из фильма «Волшебник из страны Оз».
Скалли приходит в морг, где находится тело Джексона ван де Кампа. Она внимательно смотрит на лицо мальчика, покрытое засохшей кровью, и срезает прядь волос для проведения теста ДНК. Скалли начинает разговаривать с Джексоном, не зная, является ли он её сыном, и просит прощения за то, что не была рядом с ним. Появляется Малдер, который уводит Скалли из морга. После того, как они закрывают дверь, молния мешка для тела медленно открывается, Джексон садится на столе и разминает шею.
Скалли спит на кушетке и вновь переживает приступ сонного паралича. Она видит вспышки на капитанском мостике «Химеры», парящее над мостом НЛО и окровавленную руку пришельца. Доктор Харрис будит Скалли и спрашивает, куда делось тело Джексона. Агенты понимают, что труп бесследно исчез. На выходе из больницы Скалли сталкивается с Питером Вонгом — человеком, которого она видела на пристани у парома. Вонг интересуется снежным шаром с мельницей и советует Скалли не терять из виду всю картину.
Уолтер Скиннер (Митч Пиледжи) разговаривает с Малдером и обвиняет его в создании препятствий следствию, которое ведут Министерство обороны и минюст. В ответ Малдер заявляет, что Пентагон участвует в правительственном заговоре и пытается замести следы. Курильщик (Уильям Б. Дэвис) говорит Скиннеру, что Малдера наверняка заинтересует проект «Перекресток». Скиннер встречается с Малдером на борту «Химеры» и советует ему прекратить расследование. Он рассказывает, что после падения НЛО в Розуэлле правительство изучало технологии пришельцев во всех направлениях. В 70-е годы стартовала программа евгеники «Перекресток», в рамках которой ученые решили скрестить ДНК людей и пришельцев. Однако впоследствии проект был признан неудачным, поскольку никто не мог предсказать, на что будут способны подопытные с гибридной ДНК. Малдер говорит, что Джексон ван де Камп был участником программы и, как показал анализ ДНК, он является сыном Скалли.
Джексон навещает Брианну в больнице и говорит, что ему приходится скрываться, поскольку на него объявлена охота. Он объясняет, что Гули не существует, это всего лишь выдумка. Малдер и Скалли приезжают в госпиталь, где Коста сообщает им, что Джексон жив: Сара Тёрнер прислала детективу фотографию целующихся Джексона и Брианны.
Джексона начинают преследовать два агента минобороны. Он заставляет одного из них увидеть в своём напарнике монстра и убить его. Малдер и Скалли находят тела ещё двух агентов, которые застрелили друг друга. Джексон сбегает, приняв облик испуганной медсестры.
На следующий день Скалли и Малдер заезжают на сельскую автозаправку, рядом с которой находится ветряная мельница, которую Скалли видела в снежном шаре. Малдер идёт в туалет, а Скалли вновь сталкивается с Питером Вонгом. Он говорит, что отправляется в путешествие по всей стране, и высказывает сожаление, что не узнал Скалли получше. Вонг садится в машину и уезжает. Скалли вспоминает, что Вонг был автором книги про мастера пикапа, которую она нашла в спальне Джексона. Агенты просматривают записи с видеокамер АЗС. На них видно, что Скалли на самом деле беседовала не с Вонгом, а с Уильямом. Скалли и Малдер рады видеть своего сына живым.